# ترانسمیشن (کلاینت بیت‌تورنت)
ترانسمیشن (به انگلیسی: Transmission) یک کلاینت بیت‌تورنت است که انواع واسط‌های کاربری را در سطح یک بک-اند چندسکویی ارائه دهد. ترانسمیشن یک نرم‌افزار آزاد است که تحت پروانهٔ عمومی همگانی گنو و بخشی‌هایی با پروانه ام‌آی‌تی در دسترس است.

## امکانات
ترانسمیشن به کاربران اجازه می‌دهد تا به سرعت فایل‌ها را از چند همتا در اینترنت بارگیری کنند ویا پرونده‌های خود را بارگذاری کنند. با افزودن فایل‌های تورنت از طریق رابط کاربری، کاربران می‌توانند صف فایل‌هایی را برای بارگیری و بارگذاری ایجاد کنند. در منوهای انتخاب فایل، کاربران می‌توانند انتخاب کنند که بارگیری‌هایشان بخش‌بخش یا کامل باشد. ترانسمیشن همچنین بذرپاشی هم می‌کند، یعنی به صورت خودکار محتوای بارگیری شده را به اشتراک می‌گذارد.
ترانسمیشن اجازه می‌دهد تا به تورنت‌ها و فایل‌های درون تورنت‌ها، اولویت اختصاص دهید، بنابراین می‌توانید تنظیم کنید که کدام فایل‌ها اول بارگیری شوند. این برنامه از پیوندهای مغناطیسی و اتصالات رمزگذاری شده پشتیبانی می‌کند. این کار باعث می‌شود تا ایجاد فایل تورنت و تبادل همتا سازگار با ویوز و میوتورنت باشد. ترانسمیشن شامل یک وب‌سرور داخلی است به طوری که کاربران می‌توانند ترانسمیشن از راه دور و از طریق وب کنترل کنند. همچنین پشتیبانی از کَش کردن همتاها، فهرست سیاه همتاهای بد، محدود کردن پهنای باند براساس زمان و روز و در سطح کلی یا هر تورنت و پشتیبانی جزئی از آی‌پی ورژن ۶ از دیگر امکانات این نرم‌افزار است.

## گستردگی
ترانسمیشن کلاینت پیش فرض بیت‌تورنت در بسیاری از توزیع‌های یونیکس و لینوکس است، از جمله جولی اواس، اوپن‌سولاریس، اوبونتو، مندریوا، مینت، فدورا، پاپی، کرانچ‌بنگ، زن‌واک، و گنوم از اوپن‌سوزه.
شرکت فونرا روترهای خود را با ترانسمیشن از قبل نصب شده ارسال می‌کند.
سردبیر سی‌نت، پل هوگس، ترانسمیشن را بخاطر «سادگی، سبک بودن و همچنین فیچر پک بودن آن» تحسین کرد و از آوریل ۲۰۱۷ این نرم‌افزار در رتبه سوم بارگیری‌های P2P برای مک در سی‌نت قرار گرفت.